# Crysis 2
Crysis 2 is een first-person shooter ontwikkeld door Crytek Frankfurt en uitgegeven door Electronic Arts. Crytek UK heeft de multiplayermodus van het spel ontwikkeld. Het spel kwam op 24 maart 2011 uit voor Microsoft Windows, PlayStation 3 en Xbox 360. Het is het derde spel in de Crysis-serie en het vervolg op Crysis. 
Crysis 2 speelt zich af in een fictieve en apocalyptische versie van New York. De speler zal veel plaatsen kunnen herkennen zoals Central Park. 

## Personages
De held van Crysis 2 is "Force Recon Marine" Alcatraz. Andere belangrijke personages zijn:

### Geallieerden
- Nathan Gould: wetenschapper, voormalig werknemer van Hargreave en bondgenoot van de Laurence "Prophet" Barnes.
- Jacob Hargreave: wetenschapper en mede-oprichter van de Hargreave-Rasch Corporation, houder van het meerderheidsbelang in CryNet Systems, ontdekker van de "nano", hoofd van het Nanosuit Project, voormalig voorzitter van de Raad van Bestuur van CryNet.
- Chino: U. S. Marine en maat van Alcatraz.
- Barclay Sherman: commandant van de mariniers, heeft de taak bewoners van New York te evacueren.
- Tara Strickland: speciaal adviseur CELL-krachten met de goedkeuring van het Raad van Bestuur van CryNet.
- Laurence "Prophet" Barnes: voormalig teamleider van Nanosuit RAPTOR Team.

### Vijanden
- Dominic H. Lockhart: "Force Commander" CELL (CryNet Enforcement & Local Logistics).
- Ceph

## Engine
Crysis 2 gebruikt de CryEngine 3 (ook ontwikkeld door Crytek). Het is het eerste spel dat volledig gebruikmaakt van de CryEngine 3.

## Schrijvers
Voor het spel is Richard Morgan ingehuurd om het verhaal te schrijven. De sciencefictionauteur Peter Watts heeft het boek Crysis Legion geschreven, gebaseerd op het verhaal van Crysis 2.